# Закария, Фарид
Фарид Рафик Закария (англ. Fareed Rafiq Zakaria; род. 20 января 1964, Мумбаи) — один из самых влиятельных и популярных американских политических аналитиков, эксперт в области международных отношений; редактор еженедельника Newsweek International.

## Ранние годы
Закария родился в индийском городе Мумбаи в мусульманской семье. Его отец, Рафик Закария, занимался политикой, был членом Индийского Национального Конгресса и исламским учёным. Мать Фарида, Фатима Закария, некоторое время была редактором журнала The Times of India.
Закария посещал школу при Соборе Джона Коннона в Мумбаи. Он получил степень бакалавра искусств в Йельском университете, где был президентом Йельского Политического Союза, а позже, в 1993 году, получил степень доктора философии Гарвардского университета, где занимался политологией под руководством Самюэля Ф. Хантингтона и Стэнли Хоффмана.

## Карьера
После руководства исследовательским проектом по американской внешней политике в Гарварде, Закария стал главным редактором журнала «Foreign Affairs». В октябре 2000 года его назначили редактором журнала Newsweek International и теперь он ведет там еженедельную колонку по международным делам. Закария писал на различные темы для New York Times, The Wall Street Journal, The New Yorker и Slate.
Закария является автором книг «From Wealth to Power: The Unusual Origins of America’s World Role» (Принстон, 1998), «The Future of Freedom» (Нортон, 2003) и «The Post-American World» (2008), а также соредактором «The American Encounter: The United States and the Making of the Modern World» (Basic Books).
Закария был новостным аналитиком на телеканале АВС в программе «This Week with George Stephanopoulos» (2002—2007); создал еженедельную новостную ТВ-программу «Foreign Exchange with Fareed Zakaria» на телеканале PBS (2005—2008); его еженедельная программа «Fareed Zakaria GPS» («Global Public Square») была показана впервые на CNN в июне 2008 года и транслируется с тех пор каждое воскресенье после полудня.

## Деятельность

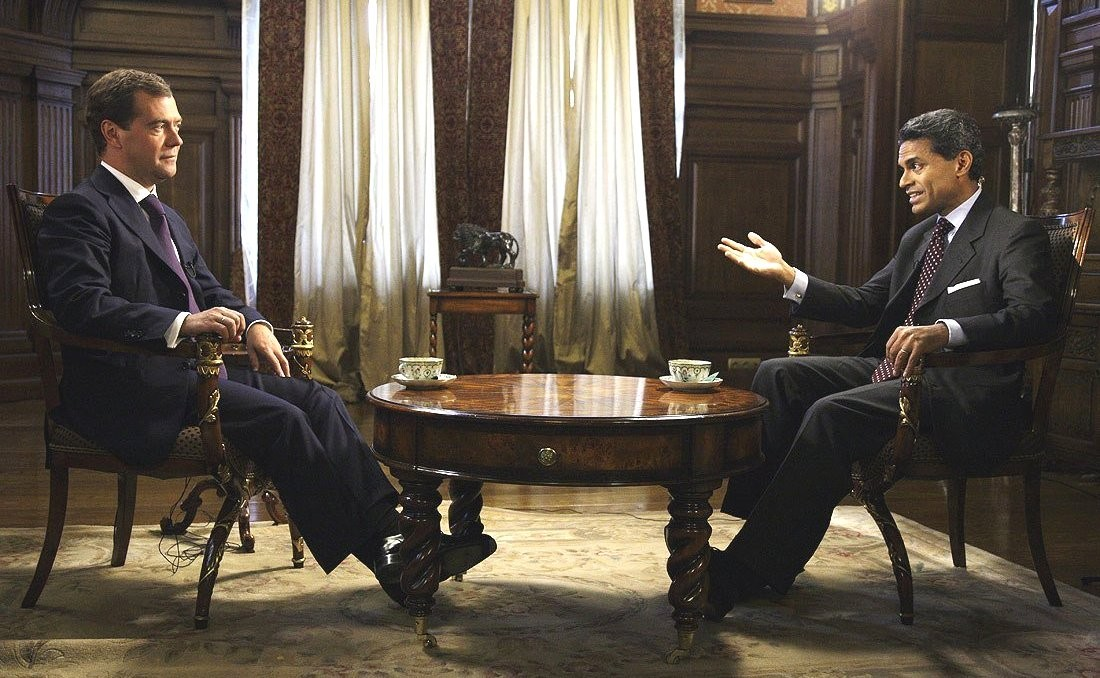
Закария берёт интервью у Дмитрия Медведева

Закарию называли и политическим либералом, и консерватором, и человеком умеренных взглядов. Причиной этого является то, что в 1980-е он поддерживал Рейгана, но в 1990-е резко сменил свои политические убеждения на «левые». Сам он считает себя центристом. Джордж Стефанополос в 2003 году сказал о нём: «Он настолько сведущ в политике, что его невозможно предсказать. Я никогда не могу быть уверенным в том, что он скажет или сделает». В феврале 2008 года Закария написал, что «консерватизм был так силён в 70-е и 80-е, потому что предлагал решения на вопросы того времени», а «новая эпоха требует нового мышления». В январе 2009 года журнал «Форбс» назвал Закарию одним из 25 наиболее влиятельных либералов в американских СМИ. 
В 2008 году выступил с критикой Джона Маккейна, выступавшего за изгнание России из «Большой восьмёрки». В 2014 году эта позиция была подвергнута критике .

## Исследования
В отличие от демократии, основанной на принципе выборности органов власти и в случае многих развивающихся стран приводящей к возникновению нелиберальных режимов, лежащий в фундаменте западного общества конституционный либерализм основан на принципах верховенства закона и защиты прав и свобод человека от посягательств властей.
Закария является специалистом по международным отношениям, в частности, предметом его исследований в последнее время являлся Ирак.
По мнению Фарида, установлению демократических режимов в развивающихся странах, в частности в Ираке, должно предшествовать укоренение там правовых институтов конституционного либерализма.
Возможно, вы еще не осознали, что у нас появился 51-й штат, но это так. Его название — Ирак.
Основная мысль, которую Закария пытается донести до людей, заключается в том, что в сознании людей, населяющих современный западный мире, происходит пугающее смешение смысла демократии и либерализма, либерализма и свободы, свободы и справедливого политического устройства. 
Также Закария, достаточно четко объясняет причину исламского терроризма в современном мире. В Ираке, Саддам Хусейн не разрешал создавать либеральные и консервативные партий, в Ираке не было ни демократов, ни республиканцев. Но, как и другие лидеры ближневосточных стран, Саддам Хусейн не мог закрыть мечети или подвергать гонениям старейшин, и именно из-за этого, когда его режим рухнул, мечети остались единственным центром влияния.
Единственное место на Ближнем Востоке, где вы не можете запретить людям собираться — это мечеть. Поэтому именно мечети стали центрами недовольства и экстремизма, а религия стала в регионе идеологией политической оппозиции.
После кризиса 2008 года отмечал: "Для того чтобы продавать американские идеи остальному миру, теперь потребуется больше усилий, и не всегда они будут плодотворны. Развивающиеся страны выберут такую экономическую политику, которая им больше подходит, и будут доверять ей. Китай уже давно предлагает модель развития, альтернативную американской" ("Постамериканский мир будущего", 2009).

## Критика
В целом о работах Фарида Закарии авторитетные издательства, известные политики и читатели отзывается положительно.
Особо ярых противников трудов Закарии нет.
Так, например, известное американское издание говорит о нём так:

Закария — рассудительный, здравомыслящий, избегающий острых углов, умный и чуточку легкомысленный — не предвидит никаких внезапных катастроф. Он отмечает, что за исключением нескольких совсем отсталых стран мир в целом становится значительно богаче. Глобальный капитализм оказался крупным успехом.

В предисловии к книге «Будущее свободы: нелиберальная демократия в США и за их пределами» В. Иноземцев отзывается о Фариде :

Для Фарида Закарии демократия не является ни самоцелью, ни воплощением общественно-политического совершенства — в первую очередь потому, что она характеризует форму правления, а не глубинные черты социальной организации.

Также В. Иноземцев сравнивает воззрения Закарии с воззрениями древнегреческих философов — Аристотеля, Платона, но не критикуя Закарию, а наоборот, соглашаясь с ним, поддерживая его мысль.

В своё время еще Платон называл тимократию, олигархию, демократию и тиранию четырьмя «формами организации государства», а Аристотель еще более категорично утверждал, что существуют три основные формы правления — монархия, аристократия и полития, и три «производные от них, извращенные формы» — тирания, олигархия и демократия, хотя иногда упоминал и другие, например, охлократию…

Но это очевидное сходство логики взглядов современного американского аналитика и классика древнегреческой философии нисколько не принижает значения предпринятого Ф. Закарией исследования; напротив, оно лишний раз доказывает преемственность общественного развития и плодотворность переосмысливания идей, идущих из глубины столетий.

## Личная жизнь
Фарид Закария является натурализованным гражданином США. На данный момент, он проживает в Нью-Йорке со своей супругой, Паулой Закария, сыном Омаром, и двумя дочерьми — Лилой и Софией.

## Награды
- Падма Бхушан (Индия).
- Орден «За заслуги» III степени (23 августа 2022 года, Украина) — за значительные личные заслуги в укреплении межгосударственного сотрудничества, поддержку государственного суверенитета и территориальной целостности Украины, весомый вклад в популяризацию Украинского государства в мире[15].
- Фарид Закария был удостоен премии «India Abroad» в номинации Персона 2008 года, в марте 2009, в Нью-Йорке.[16]
- Также Фарид получил почётные звания таких престижных заведений, как Университет Майами, Оберлинский колледж, Бэйтс колледж, Брауновский университет.

## Труды

### На английском
- The Post-American World[англ.] Fareed Zakaria, (W.W. Norton & Company; 2008) ISBN 0-393-06235-X
- The Future of Freedom: Illiberal Democracy at Home and Abroad[англ.], Fareed Zakaria, (W.W. Norton & Company; 2003) ISBN 0-393-04764-4
- From Wealth to Power, Fareed Zakaria, (Princeton University Press; 1998) ISBN 0-691-04496-1
- The American Encounter: The United States and the Making of the Modern World Essays from 75 Years of Foreign Affairs, edited by James F. Hoge and Fareed Zakaria, (Basic Books; 1997) ISBN 0-465-00170-X

### На русском
- Закария Ф. Постамериканский мир[англ.] — М.: Европа, 2009 — 280 с.
- Закария Ф. Будущее свободы: нелиберальная демократия в США и за их пределами = The Future of Freedom: Illiberal Democracy at Home and Abroad / Пер. с англ. под ред. В.Л. Иноземцева. — М.: Ладомир, 2004. — 383 с. — 7500 экз. — ISBN 5-86218-437-6.
- Закария Ф. Бои тяжеловесов. Глобальная политическая арена. — М.: Родина, 2024. — 224 с. — ISBN 978-5-00222-293-3.